# Нвота, Юрай
Юрай Нвота (словац. Juraj Nvota; 1 марта 1954 года, Братислава, Чехословакия) — словацкий режиссёр театра, кино и телевидения, актёр.

## Биография
Первой актёрской работой стал фильм Розовые сны (1976) режиссёра Душана Ганака. 
В 1977 году окончил обучение в Братиславской высшей школе исполнительского искусства по специальности "театральная режиссура". 
В театре дебютировал также в 1977 году (Трнавский театр для детей и юношества) в спектакле по роману Марка Твена "Том Сойер". 
С 1982 году является режиссёром спектаклей Радошинского наивного театра (спектакли: Свадьба, Паршивая овца, Невеста, проданная Кубо, Павильон Б, Женское отделение, Как я вошёл в себя, Отель "Европа"). 
С 1992 года является штатным режиссёром братиславского театра "Асторка Корзо'90" (спектакли: Казимир и Каролина, Сказки Венского леса, Мачеха, Армагеддон на Грбе и т.д.). Также является режиссёром пражского театра "Студия Ипсилон". 
С 1990-х годов занимается кинорежиссурой, самый известный фильм Юрая Нвоты - совместная словацко-чешская картина Жестокие радости (2002 год), в котором рассказывается история чешского нотариуса, проживавшего в небольшом словацком городке в тридцатых годах XX века.
Юрай Нвота преподаёт на факультете драматического и кукольного искусства Братиславской высшей школы исполнительского искусства (кафедра режиссуры и драматургии).

## Личная жизнь
В браке с первой супругой Миркой Чибенковой родился сын Якуб (также актёр и режиссёр). Второй женой Юрая Нвоты была словацкая актриса Анна Шишкова, в совместном браке родилась дочь Тереза. Юрай Нвота также воспитывал дочь Анны Шишковой Дороту. С 2005 года состоит в браке с врачом Мариной Сланчиковой.

## Театральный режиссёр
- Давид Грайг: Последняя записка космонавта женщине, которую он когда-то, во времена бывшего Советского Союза, любил. Перевод Иржи Орнеста. Постановка: Радка Денемаркова и Ивана Сламова. Сценография: Петр Матасек. Костюмы: Катержина Штефкова. Композитор: Михал Новинский. Режиссёр: Юрай Нвота. В ролях: Петра Шпалкова, Таня Паугофова, Игорь Хмела, Мартин Фингер, Давид Швеглик, Петр Чтвртничек, Иржи Орнест, Кристина Мадеричова, Магдалена Сидонова, Леош Сухаржипа / Павел Лишка, Йосеф Полашек; Театр "На перилах", премьера: 18 декабря 2003 года; последний спектакль: 23 января 2006 года.

## Фильмография

### В качестве режиссёра
- 2002 Жестокие радости
- 2007 Музыка
- 2012 Агент государственной безопасности
- 2014 Заложник

### В качестве актёра
- 1976 Розовые сны (почтальон Якуб, режиссёр Душан Ганак)
- 1980 Я люблю, ты любишь (режиссёр Душан Ганак)
- 1980 Блюз для ФСБ (режиссёр Владимир Сис (Чехия), в роли Давида)
- 1985 Тихая радость (режиссёр Душан Ганак)
- 1990 Будьте осторожны! (врач, режиссёры Йозеф Словак, Йозеф Герибан)
- 1993 — Всё, что я люблю (режиссёр Мартин Шулик)
- 1997 Звёзды с неба (чиновник, режиссёр Эва Борушовичова)
- 2009 Покой в душе (режиссёр Владимир Балко)
- 2009 Несдержанное обещание (режиссёр Иржи Хлумский)
- 2010 — Удостоверение личности (режиссёр Ондржей Троян)
- 2016 — Я, Ольга Гепнарова (режиссёры Томаш Вайнреб и Петр Казда)